# Samir Frangié
Pour les autres membres de la famille, voir Famille Frangié.
Samir Frangié Hamid (en arabe : سمير حميد فرنجية), né le 12 avril 1945 à Zghorta (gouvernorat du Liban-Nord) et mort le 11 avril 2017 à Beyrouth (gouvernorat de Beyrouth), est un homme politique, intellectuel et journaliste libanais.

## Biographie
Samir Frangié est le fils de l’ancien ministre et député Hamid Frangié et neveu de l’ancien président Soleimane Frangié.
À tendances gauchistes dans les années 1970, il adopte une posture politique opposée à l’essentiel des milices et partis chrétiens lors de la guerre civile.
Il est l’une des personnalités fondatrices du rassemblement de Kornet Chehwane, et a lancé de nombreuses initiatives de dialogue et de réconciliation nationale, notamment l'Appel de Beyrouthoù il écrit : « Nous pensons qu’il faut à tout prix mettre un terme à ce processus de réduction qui est à l’origine de toutes les folies : réduction de la civilisation à la culture, de la culture à la religion, de la religion à la politique, et de la politique à l’action violente ».
Il est candidat malheureux aux élections législatives de 2000 pour le poste de député maronite de Tripoli. En 2003, il fonde « La lettre de Beyrouth »": تأسس موقع "رسالة بيروت . Dans cette lettre, il affirme dans une profession de foi politique, défendre les idées suivantes : le développement, la démocratie, la citoyenneté, la société civile, (...) la passation du pouvoir, la transparence, les droits de la femme, l’égalité, les libertés, les activités syndicales.
Figure de proue lors de la révolution du Cèdre, il remporte les élections législatives de 2005 pour le poste de député maronite de Zghorta, allié à Nayla Moawad, veuve de l’ancien président René Moawad, aux Forces libanaises, au Courant du futur et aux autres partis de l’Alliance du 14-Mars. Il est un des plus grands concurrents de Soleimane Frangié Jr (appelé aussi « Tony Soleimane Frangié »), fils de son cousin qui appartient à l'opposition.
Il ne se représente pas aux élections législatives de 2009 et devient membre du secrétariat général de l'Alliance du 14-Mars.

## Publication
- Voyage au bout de la violence, Beyrouth/Arles, L’Orient des livres/Actes Sud, 2012, 176 p.  (ISBN 978-2-330-00661-7)

référence : Jean-Marc Aractingi, La politique à mes trousses, Paris, Éditions l'Harmattan, 2006  (ISBN 978-2-296-00469-6)

## Décorations
- Commandeur de la Légion d'honneur Il est fait commandeur en 2016[4]